# Мученго (Бјела)
Мученго је насеље у Италији у округу Бијела, региону Пијемонт.
Према процени из 2011. у насељу је живело 75 становника. Насеље се налази на надморској висини од 527 м.